# Gustavo Oberman
Gustavo Andrés Oberman (Quilmes, Provincia de Buenos Aires, Argentina, 25 de marzo de 1985) es un futbolista argentino que juega de mediocampista ofensivo.

## Trayectoria

### Argentinos Juniors
Debutó en Primera división con Argentinos Juniors en el año 2003, surgido de sus divisiones juveniles como uno de los jugadores más prometedores del club. Fue Campeón Juvenil Sub-20 con la Selección Argentina en 2005, siendo compañero de Lionel Messi.

### River Plate
Luego del Torneo Clausura 2005 fue transferido en 1 millón de dólares por el 80% del pase a River Plate, pero no pudo hacerse un lugar en el equipo millonario, y volvió a Argentinos el año siguiente.

### Club Deportivo Castellón
En 2007 pasó al CD Castellón, de la Segunda División española.

### CFR Cluj
En junio de 2008 fue adquirido por el CFR Cluj de la Liga de Rumania, con el que firmó un contrato por cinco temporadas, sin embargo en enero de 2009 pasó  al Córdoba Club de Fútbol en calidad de cedido hasta el 30 de junio del mismo año.

### Argentinos Juniors
El martes 11 de agosto de 2009 se confirmó la vuelta a su querido Argentinos Juniors, siendo un jugador fundamental en el equipo Campeón del Torneo Clausura 2010, bajo la dirección técnica de Claudio Borghi. Luego de campañas regulares, en 2012 el jugador es declarado prescindible por la dirigencia.

### Quilmes
En enero de 2013, "Cachete" es transferido al Quilmes Atlético Club que disputaba el torneo Nacional B, segunda división de Argentina, dónde tampoco consiguió regularidad.

### Pune City
En 2014 pasó al club Pune City de la Superliga India. 

### Argentino de Quilmes
Jugó una temporada en Club Argentino de Quilmes, equipo dirigido por el subcampeón del Mundial de fútbol de 1990 con la Selección Argentina, Pedro Damian Monzón, que milita en la Primera C, cuarta categoría del fútbol argentino.

### Dock Sud
Luego de su paso por Argentino de Quilmes, el excampeón sub-20 recala en el Sportivo Dock Sud de la misma divisional de ascenso argentino, dónde continúa jugando.

## Clubes
| Club                 | País      | Año       |
| -------------------- | --------- | --------- |
| Argentinos Juniors   | Argentina | 2003-2005 |
| River Plate          | Argentina | 2005-2006 |
| Argentinos Juniors   | Argentina | 2006-2007 |
| CD Castellón         | España    | 2007-2008 |
| CFR Cluj             | Rumania   | 2008      |
| Córdoba CF           | España    | 2009      |
| Argentinos Juniors   | Argentina | 2009-2012 |
| Quilmes AC           | Argentina | 2013      |
| Olimpo               | Argentina | 2013-2014 |
| San Marcos de Arica  | Chile     | 2015      |
| FC Pune City         | India     | 2016      |
| Argentino de Quilmes | Argentina | 2017-2018 |
| Dock Sud             | Argentina | 2018-Act. |

## Estadísticas
Actualizado al último partido jugado el 12 de mayo de 2018.

| Club                           | Div.                | Temporada           | Liga  | Liga  | Liga   | Copas nacionales(1) | Copas nacionales(1) | Copas nacionales(1) | Torneos Internacionales(2) | Torneos Internacionales(2) | Torneos Internacionales(2) | Otras competiciones(3) | Otras competiciones(3) | Otras competiciones(3) | Total | Total | Total  | Media goleadora(4) |
| Club                           | Div.                | Temporada           | Part. | Goles | Asist. | Part.               | Goles               | Asist.              | Part.                      | Goles                      | Asist.                     | Part.                  | Goles                  | Asist.                 | Part. | Goles | Asist. | Media goleadora(4) |
| ------------------------------ | ------------------- | ------------------- | ----- | ----- | ------ | ------------------- | ------------------- | ------------------- | -------------------------- | -------------------------- | -------------------------- | ---------------------- | ---------------------- | ---------------------- | ----- | ----- | ------ | ------------------ |
| Argentinos Juniors Argentina   |                     |                     |       |       |        |                     |                     |                     |                            |                            |                            |                        |                        |                        |       |       |        |                    |
| 2.ª                            | 2003-04             | 5                   | 1     | 1     | —      | —                   | —                   | —                   | —                          | —                          | 2                          | 1                      | 2                      | 7                      | 2     | 3     | 0.29   |                    |
| 1.ª                            | 2004-05             | 32                  | 4     | 4     | —      | —                   | —                   | —                   | —                          | —                          | 2                          | 0                      | 3                      | 34                     | 4     | 7     | 0.12   |                    |
| Total 1.ª etapa                | Total 1.ª etapa     | 37                  | 5     | 5     | 0      | 0                   | 0                   | 0                   | 0                          | 0                          | 4                          | 1                      | 5                      | 41                     | 6     | 10    | 0.15   |                    |
| River Plate Argentina          | 1.ª                 | 2005-06             | 14    | 1     | 0      | —                   | —                   | —                   | 7                          | 0                          | 0                          | —                      | —                      | —                      | 21    | 1     | 0      | 0.05               |
| Argentinos Juniors Argentina   | 1.ª                 | 2006                | 11    | 0     | 0      | —                   | —                   | —                   | —                          | —                          | —                          | —                      | —                      | —                      | 11    | 0     | 0      | 0,00               |
| CD Castellón · España          | 2.ª                 |                     |       |       |        |                     |                     |                     |                            |                            |                            |                        |                        |                        |       |       |        |                    |
| CD Castellón · España          | 2.ª                 | 2007                | 18    | 0     | 2      | —                   | —                   | —                   | —                          | —                          | —                          | —                      | —                      | —                      | 18    | 0     | 2      | 0,00               |
| CD Castellón · España          | 2.ª                 | 2007-08             | 37    | 4     | 6      | 1                   | 0                   | 0                   | —                          | —                          | —                          | —                      | —                      | —                      | 38    | 4     | 6      | 0.11               |
| CD Castellón · España          | Total club          | Total club          | 55    | 4     | 8      | 1                   | 0                   | 0                   | 0                          | 0                          | 0                          | 0                      | 0                      | 0                      | 56    | 4     | 8      | 0.07               |
| CFR Cluj · Rumania             | 1.ª                 | 2008                | 5     | 0     | 0      | —                   | —                   | —                   | —                          | —                          | —                          | —                      | —                      | —                      | 5     | 0     | 0      | 0,00               |
| Córdoba CF · España            | 2.ª                 | 2009                | 14    | 0     | 0      | —                   | —                   | —                   | —                          | —                          | —                          | —                      | —                      | —                      | 14    | 0     | 0      | 0,00               |
| Argentinos Juniors Argentina   |                     |                     |       |       |        |                     |                     |                     |                            |                            |                            |                        |                        |                        |       |       |        |                    |
| 1.ª                            | 2009-10             | 29                  | 1     | 6     | —      | —                   | —                   | —                   | —                          | —                          | —                          | —                      | —                      | 29                     | 1     | 6     | 0.03   |                    |
| 1.ª                            | 2010-11             | 23                  | 0     | 2     | 1      | 0                   | 0                   | 5                   | 1                          | 1                          | —                          | —                      | —                      | 29                     | 1     | 3     | 0.04   |                    |
| 1.ª                            | 2011-12             | 30                  | 2     | 4     | 2      | 0                   | 1                   | 2                   | 0                          | 0                          | —                          | —                      | —                      | 34                     | 2     | 5     | 0.06   |                    |
| 1.ª                            | 2012                | 11                  | 1     | 0     | —      | —                   | —                   | 2                   | 0                          | 0                          | —                          | —                      | —                      | 13                     | 1     | 0     | 0.08   |                    |
| Total 3.ª etapa                | Total 3.ª etapa     | 93                  | 4     | 12    | 3      | 0                   | 1                   | 9                   | 1                          | 1                          | 0                          | 0                      | 0                      | 105                    | 5     | 14    | 0.05   |                    |
| Total club                     | Total club          | 141                 | 9     | 17    | 3      | 0                   | 1                   | 9                   | 1                          | 1                          | 4                          | 1                      | 5                      | 157                    | 11    | 24    | 0.07   |                    |
| Quilmes AC Argentina           | 1.ª                 | 2013                | 18    | 1     | 1      | —                   | —                   | —                   | —                          | —                          | —                          | —                      | —                      | —                      | 18    | 1     | 1      | 0.06               |
| Club Olimpo Argentina          | 1.ª                 | 2013-14             | 8     | 0     | 0      | —                   | —                   | —                   | —                          | —                          | —                          | —                      | —                      | —                      | 8     | 0     | 0      | 0,00               |
| San Marcos de Arica · Chile    | 1.ª                 | 2015                | 11    | 1     | 1      | —                   | —                   | —                   | —                          | —                          | —                          | 1                      | 1                      | 0                      | 12    | 2     | 1      | 0.17               |
| Pune City India                | 1.ª                 | 2016                | 5     | 0     | 0      | —                   | —                   | —                   | —                          | —                          | —                          | —                      | —                      | —                      | 5     | 0     | 0      | 0,00               |
| Argentino de Quilmes Argentina | 4.ª                 | 2017-18             | 21    | 3     | ?      | —                   | —                   | —                   | —                          | —                          | —                          | —                      | —                      | —                      | 21    | 3     | ?      | 0.14               |
| Dock Sud Argentina             |                     |                     |       |       |        |                     |                     |                     |                            |                            |                            |                        |                        |                        |       |       |        |                    |
| 4.ª                            | 2018-19             | 26                  | 2     | ?     | 1      | 0                   | 0                   | —                   | —                          | —                          | 2                          | 0                      | ?                      | 29                     | 2     | ?     | 0.07   |                    |
| 4.ª                            | 2019-20             | 10                  | 2     | ?     | 1      | 0                   | 0                   | —                   | —                          | —                          | —                          | —                      | —                      | 11                     | 2     | ?     | 0.18   |                    |
| 4.ª                            | 2020                | 4                   | 0     | ?     | —      | —                   | —                   | —                   | —                          | —                          | 2                          | 0                      | ?                      | 6                      | 0     | ?     | 0,00   |                    |
| 4.ª                            | 2021                | 24                  | 2     | ?     | 1      | 0                   | 0                   | —                   | —                          | —                          | 1                          | 0                      | ?                      | 26                     | 2     | ?     | 0.08   |                    |
| 3.ª                            | 2022                | 6                   | 0     | 0     | —      | —                   | —                   | —                   | —                          | —                          | —                          | —                      | —                      | 6                      | 0     | 0     | 0,00   |                    |
| Total club                     | Total club          | 70                  | 6     | ?     | 3      | 0                   | 0                   | 0                   | 0                          | 0                          | 5                          | 0                      | ?                      | 78                     | 6     | ?     | 0.08   |                    |
| Total en su carrera            | Total en su carrera | Total en su carrera | 362   | 25    | +27    | 7                   | 0                   | 1                   | 16                         | 1                          | 1                          | 10                     | 2                      | +5                     | 395   | 28    | +34    | 0.07               |

## Selección juvenil
Se coronó campeón con la selección argentina de la Copa Mundial de Fútbol Juvenil de 2005.
| Mundial           | Sede         | Resultado |
| ----------------- | ------------ | --------- |
| Copa Mundial 2005 | Países Bajos | Campeón   |

## Palmarés

### Campeonatos nacionales
| Título           | Club               | País      | Año    |
| ---------------- | ------------------ | --------- | ------ |
| Primera División | Argentinos Juniors | Argentina | C-2010 |
| Primera C        | Dock Sud           | Argentina | 2021   |

### Copas internacionales
| Título                         | Club                | País         | Año  |
| ------------------------------ | ------------------- | ------------ | ---- |
| Copa Mundial de Fútbol Juvenil | Selección argentina | Países Bajos | 2005 |

(*) Incluyendo la selección